# Општина Карпиниш
Општина Карпиниш (рум. Cărpiniş) је сеоска општина у округу Тимиш у западној Румунији.

## Природни услови
Општина Карпиниш се налази у источном, румунском Банату, близу границе са Србијом. Општина је равничарског карактера.

## Становништво и насеља
Општина Карпиниш имала је по последњем попису 2002. године 4.810 становника, од чега Румуни чине око 85%, а Роми 10%. Пре 50ак година већина су били Немци.
Општина се састоји из 2 насеља:
- Карпиниш - седиште општине
- Мала Јеча